# Vincent Marsolle
 (avril 2025).
Vincent Marsolle est un moine bénédictin de la congrégation de Saint-Maur, né le 14 juin 1616 à Doué-la-Fontaine (Maine-et-Loire) et mort le 5 septembre 1681 à Paris. Il est le 4e supérieur général de la congrégation de Saint-Maur, de 1672 à 1681.

## Origines familiales et formation
Vincent Marsolle naquit à Doué-la-Fontaine, le 14 juin 1616 : sa naissance faillit coûter la vie à sa mère, à laquelle on dut ouvrir le côté. Ses parents, qui jusqu'alors n'avaient pu élever d'enfants, le vouèrent à la Sainte Vierge, en l'honneur de laquelle ils lui firent porter des vêtements blancs jusqu'à l'âge de sept ans. Ils le placèrent sous la conduite d'un prêtre, qui en prit beaucoup de soin, et entra dans la suite chez les Pères de l'Oratoire. L'enfant fit des études de philosophie chez les Pères Jésuites du collège de La Flèche, et soutint brillamment des thèses publiques.

## Parcours religieux
A La Flèche, il eut l'occasion de fréquenter des religieux de Fontevrault, étudiants comme lui, qui demeuraient dans un séminaire dépendant de leur abbaye. Il forma le dessein d'entrer dans cet Ordre et y fut reçu avec joie par l'Abbesse et les religieux. Il fit profession et fut envoyé ensuite à Lencloître (Vienne), monastère de l'Ordre, pour faire un second cours de philosophie.
Fin 1641, moins de deux ans après son ordination comme prêtre, il quitta l'abbaye de Fontevrault et vint à Paris. Il voulut d'abord entrer chez les Chanoines Réguliers. N'y trouvant pas ce qu'il cherchait, il se présenta aux supérieurs de la congrégation de Saint-Maur et entra au noviciat de Saint-Melaine de Rennes. Il y fit profession le 7 septembre 1643.
On le nomma au bout de peu de temps zélateur des novices, et moins de trois ans après sa profession, il était sous-prieur et Père Maître.
Le chapitre général de 1618 confia à dom Marsolle le gouvernement de l'abbaye de Vendôme avec le titre d 'administrateur et il y exerça en outre la charge de maître des novices.
Au chapitre de 1654, où dom Marsolle était député, comme il le fut à tous les chapitres généraux qui suivirent, il fut nommé prieur et maître des novices à l'abbaye Saint-Rémi de Reims, où il demeura six ans comme à Vendôme : c'était, dans la congrégation de Saint-Maur, le maximum du temps que l'on pouvait demeurer supérieur d 'un même monastère. Il y reçut notamment la profession de dom Jean Mabillon.
Le chapitre général de 1660 envoya dom Marsolle à l'abbaye Saint-Pierre de Jumièges pour y exercer les mêmes fonctions de prieur et maître des novices, durant six années.
Au chapitre de 1666, dom Marsolle fut élu l'un des neuf définiteurs. Le Père Général le fit nommer grand-prieur de Saint-Denis, afin de l'initier au gouvernement de la congrégation.
Le 17 juin 1672, dom Marsolle fut proclamé supérieur général de la congrégation. Il succédait à dom Bernard Audebert. Dans son nouveau poste, le Père Marsolle s'appliqua comme auparavant à remplir tout son devoir, avec prudence et fermeté. Il avait à s'occuper de 180 monastères et de 2 500 religieux.
Il mourut le 5 septembre 1681, à l'abbaye de Saint- Germain-des-Prés, à Paris.